# راشد الديسي
راشد محمد الديسي، ولد في 4 مارس 1981) هو لاعب كرة قدم مغربي يلعب حاليا في دوري الدرجة الأولى الليبي لكرة القدم لصالح نادي الشط.